# 奈夫頓 (堪薩斯州)
奈夫頓（英語：Kniveton）為美國堪薩斯州切羅基縣和克勞福德縣的非建制地區。

## 歷史
此社區境內的郵政局於1895年2月1日開設，期間持續營運直到1902年8月30日終止。